# Johanna Pflugmacher
Johanna Pflugmacher (13 de diciembre de 1859 en Oradea – 31 de diciembre de 1944 en Dachau) fue una pintora austriaco-alemana especializada en bodegones y paisajes, también conocida como Johanna Dill-Malburg por el nombre de sus dos maridos.

## Biografía
Su ciudad natal Grosswardein en alemán, pertenecía al Imperio Austrohúngaro (Reino de Hungría) actualmente Rumanía. Su padre era empresario y desde su infancia se crio en Viena. No obstante, con 18 años regresó a su ciudad y entró en la Escuela de Artesanía del Museo de Arte e Industria de Oracea. Sus trabajos en esmalte y sus miniaturas fueron muy admirados y fueron premiados en diferentes exposiciones.
La obtención de una beca del kaiser Francisco José I posibilitó que llegara a ser pintora.
Enviudó pronto de su primer marido y en ese tiempo se trasladó a Dachau, donde recibió clases de dibujo de Felix Bürgers y pudo conocer a su segundo y futuro marido, el también pintor Ludwig Dill. Se casaron en 1909.

## Obras
Los trabajos de Johanna Pflugmacher se encuentran principalmente en la Colección de pintura de Dachau y en la Galería de Arte de Mannheim.
- Puesta de sol cerca de Dachau, óleo/wd. 40 × 50
- Paisaje lacustre con abedules y cordillera, óleo/wd. 21,75 × 27,75
- Paisaje primigenio, óleo/wd. 45,5,x56,5
- Amapolas en un jarrón azul, óleo/wpd. 91,5 × 46
- Paisaje costero con veleros, óleo/wd. 29,5 × 36,2
- Arroyo en las estribaciones de los Alpes, óleo/wpd. 28,3 × 36,2
- Atmósfera tormentosa en Dachau, óleo/wd. 91,5 × 46
- Aguas turbias en Dachau, óleo/wd. 50 × 69,5
- Colina cubierta de árboles a la luz del sol, pastel/papel 69 × 96
- Paisaje con curso de agua, óleo/wd. 77 × 95
- Bodegón con estatua femenina y dos ramos de flores en jarrones, óleo/wd. 74 × 56
- Naturaleza muerta con amapolas, óleo sobre lienzo 91,5 × 46
- Aguas matinales cerca de Dachau, óleo/wd. 45 × 54
- Dachau en el Amper, óleo/wd. 43 × 32